# Rhynchospora nuda
Rhynchospora nuda är en halvgräsart som beskrevs av Shirley Gale. Rhynchospora nuda ingår i släktet småag, och familjen halvgräs. Inga underarter finns listade i Catalogue of Life.